# 内田和久二
内田 和久二（うちだ わくわく、1976年10月8日 - ）は、日本の放送作家。旧筆名：内田 ぼちぼち。
N35 Inc.所属。

## 人物
熊本県出身。熊本マリスト学園高等学校、青山学院大学卒業。2002年、高校の先輩である小山薫堂に弟子入りし、内田ぼちぼちと命名される。放送作家事務所N35設立に参画。2012年に入籍し、同年9月9日に行われた披露宴で小山からのプレゼントとして、内田和久二に改名。

## 担当番組

### 現在
- おしゃれイズム（日本テレビ）
- Let's天才てれびくん（NHK Eテレ）
- ヒルナンデス!（日本テレビ）
- ZIP!(日本テレビ)
- アナザースカイ（日本テレビ）
- 人生最高レストラン(TBS)

### 過去
- アーツ&クラフツ商會（BS朝日）
- 嵐 LIVE & DOCUMENT 〜15年目の告白〜（NHK）
- 原宿ブックカフェ（BSフジ）
- オデッサの階段（フジテレビ）
- 嵐の明日に架ける旅（NHK）
- ヒットの秘密（テレビ東京）
- ゆっくり私時間〜my weekend house〜（日本テレビ）
- すべては恋からはじまる（FM軽井沢）
- ゲティスバーグ（BSフジ）
- ブランドストーリー（BS日テレ）
- tabi photo（BS日テレ）
- 女神のキセキ（テレビ東京）
- モノポッポスER（日本テレビ）
- 小山薫堂 東京会議（BSフジ）
- ヒット曲の流れるガールズバー（日本テレビ）
- タカトシのサバイバルマーケット（日本テレビ）
- 小山薫堂「コクる川柳」（BSフジ）
- scenario f（J-WAVE）
- 最高の夏休み（日本テレビ）
- スペシャルギフト（日本テレビ）
- “超・金余り”はなぜ起きたのか? 〜カリスマ指導者たちの誤算〜（NHK）
- TIME SLIP NEWS SHOW（J-WAVE）
- レコ☆HITS!（日本テレビ）
- 女と男〜最新科学が読み解く性〜（NHK）
- 宇宙でイチバン逢いたい人（日本テレビ）
- ハッピーミックス（日本テレビ）
- HAPPY!（日本テレビ）
- プレミアムスウィッチ（日本テレビ）
- Beポンキッキ（BSフジ）
- 大宮エリーのコマソン研究所（J-WAVE）
- PLATOn（J-WAVE）
- トシガイ（日本テレビ）
- 今田ハウジング（日本テレビ）
- 全力坂（テレビ朝日）
- マジック革命!セロ!!（フジテレビ）
- ニューデザインパラダイス（フジテレビ）
- 日本偉人大賞（フジテレビ）
- 未来へのトンネル and you（BS11）
- アイデアの鍵貸します（フジテレビ）
- アミューズメントミューズ1/3娘（日本テレビ）
- 未来予報2011（日本テレビ）
- ビバ!お仕事っ!!（日本テレビ）
- 細木数子の緊急大予言（テレビ朝日）
- 予告詐欺（日本テレビ）
- 完成!ドリームハウス（テレビ東京）

他

## 脚本
アニメ
- 昆虫物語 みつばちハッチ〜勇気のメロディ〜（2010年） - 武田樹里、小山薫堂と共同

## 監督
CM
- 肥後銀行

PV
- 森友嵐士「名前のない者たち」（2011年 トイズファクトリー）
- 森友嵐士「抱きしめていたい」（2010年 トイズファクトリー）

## イベント
- 嵐のワクワク学校